# Edward Peil Jr.
Edward Peil Jr. (Racine, 18 novembre 1907 – San Andreas, 7 novembre 1962) è stato un attore statunitense. Celebre come attore bambino nel cinema muto con il nome di Johnny Jones, rimase attivo come attore fino alla fine degli anni quaranta.

## Biografia
Figlio d'arte, suo padre Edward Peil Sr. e sua madre Etta Raynor erano entrambi attori.. Charles Edward Peil Jr. iniziò nel 1914 un'intensa carriera di attore bambino sotto il nome di "Edward Charles".
Nel 1920-1921, con il nome di Johnny Jones, fu il protagonista, con Lucille Ricksen e Buddy Messinger, del serial cinematografico The Adventures and Emotions of Edgar Pomeroy in 12 cortometraggi.
Peil continua ad avere ruoli di successo come attore bambino nel cinema muto. Nel 1922-1923 fu protagonista di un nuovo serial cinematografico di avventure di Edgar Pomeroy, in coppia con Gertrude Messinger. Gli vennero offerte anche alcune parti di rilievo in lungometraggi, dove si presentò con il proprio nome. La maggiore età e l'avvento del sonoro però lo relegarono per il resto della sua carriera a ruoli marginali e parti non accreditate.
Morì nel 1962 in California, all'età di 54 anni.

## Riconoscimenti
- Young Hollywood Hall of Fame (1920's)

## Filmografia

### Cortometraggi
- A Double Haul, regia di Edwin August (1914)
- A Strange Adventure (1914)
- The Adventures and Emotions of Edgar Pomeroy, serial cinematografico (1920-21) - 12 cortometraggi

1. Edgar and the Teacher's Pet, regia di E. Mason Hopper (1920)
2. Edgar's Hamlet, regia di E. Mason Hopper (1920)
3. Edgar's Jonah Day, regia di E. Mason Hopper (1920)
4. Edgar Takes the Cake, regia di E. Mason Hopper (1920)
5. Edgar's Sunday Courtship, regia di E. Mason Hopper (1920)
6. Edgar Camps Out, regia di E. Mason Hopper (1920)
7. Edgar's Little Saw, regia di E. Mason Hopper (1920)
8. Get-Rich-Quick Edgar, regia di Mason N. Litson (1920)
9. Edgar, the Explorer, regia di Mason N. Litson (1920)
10. Edgar's Country Cousin, regia di Mason N. Litson (1921)
11. Edgar's Feast Day, regia di Mason N. Litson (1921)
12. Edgar, the Detective, regia di Paul Bern (1921)

- The Adventures and Emotions of Edgar Pomeroy - New Series, serial cinematografico (1922-23) - 7 cortometraggi

1. Supply and Demand, regia di Mason N. Litson (1922)
2. Makin' Movies, regia di Mason N. Litson (1922)
3. For Rent: Haunted, regia di Mason N. Litson (1922)
4. Broadcasting, regia di Mason N. Litson (1922)
5. The Big Scoop, regia di Mason N. Litson (1922)
6. Wanted, a Story, regia di Mason N. Litson (1922)
7. Stung, regia di Mason N. Litson (1923)

#### Lungometraggi
- The House Next Door, regia di Barry O'Neil (1914)
- Il vecchio nido (The Old Nest), regia di Reginald Barker (1921)
- The Goose Hangs High, regia di James Cruze (1925)
- Rose of the World, regia di Harry Beaumont (1925)
- The Family Upstairs, regia di John G. Blystone (1926)
- The Little Yellow House, regia di James Leo Meehan (1928)
- The College Coquette, regia di George Archainbaud (1929)
- Dominatori dei mari (Seas Beneath), regia di John Ford (1931) - non accreditato
- Out All Night, regia di Sam Taylor (1933)
- Ragazze innamorate (Ladies in Love), regia di Edward H. Griffith (1936) - non accreditato
- Rose Bowl, regia di Charles Barton (1936) - non accreditato
- Over the Goal, regia di Noel M. Smith (1937) - non accreditato
- I cavalieri del cielo (I Wanted Wings), regia di Mitchell Leisen (1941) - non accreditato
- Quarto potere (Citizen Kane), regia di Orson Welles (1941) - non accreditato
- Un pazzo va alla guerra (Caught in the Draft), regia di Davis Butler Welles (1941) - non accreditato
- Chiamate Nord 777 (Call Northside 777), regia di Henry Hathaway (1948) - non accreditato